# Xestia obsolescens
Xestia obsolescens là một loài bướm đêm trong họ Noctuidae.